# Аероторпеди повертають назад
«Аероторпеди повертають назад» — воєнно-фантастичний роман українського радянського письменника Володимира Владка 1934 року. Тривалий час повний текст вважався втраченим, існували лише уривки, зокрема однойменне оповідання.
Твір, як роман, так і оповідання, описує війну між СРСР і капіталістичними країнами, в якій на полі битви з'являються новітні розробки, зокрема безпілотні літаки, так звані аероторпеди.

## Сюжет

### Роман
Молодого лейтенанта і винахідника Річарда Гордона викликає до себе професор Моріс Ренуар. Він зацікавлений останньою розробкою Гордона — стрибучим танком, здатним долати всі відомі протитанкові перешкоди. Ренуар занепокоєний поширенням комуністичних ідей, але не закінчує своєї розмови, ідучи на терміновий виклик. Річард розгублений, адже досі не задумувався, проти кого будуть використані його винаходи. Його друг Джонні Волтерс показує новину в газеті — в СРСР прикордонники вбили закордонних туристів, назріває міжнародний скандал. Гордон вирушає за вказівкою професора до Альберта Райволи, який демонструє радіокерований літак. Альберт ставить молодика перед поки неочевидним фактом — світ на порозі війни і вестиметься вона новітньою технікою.
«Зацікавлені держави» Великосаксія, Швабія і Остерія висувають Радянському Союзу низку вимог. Конфлікт за кілька днів стає підставою для закриття комуністичних видань у «Зацікавлених державах», у пресі публікуються заклики до війни з соціалістичними країнами. Ренуар, як виявляється, генерал, викликає на нараду Гордона і лейтенанта Сергія Гагаріна. Він планує комбінований удар по СРСР, для чого і збирає молодих науковців, що розробляють новітню зброю. Ренуар покладається на якомога меншу присутність на полі бою людей, натомість на керовані на відстані машини та згуртування тилів капіталістичного світу проти спільного ворога.
Дік з Ренуаром, Райволою і Гагаріним прибуває на одну з баз, звідки готується напад. Зокрема звідти мають вилетіти так звані аероторпеди Райволи — безпілотники з вибухівкою, щоб вразити Москву. Тим часом місцями спалахують страйки, адже робітники помічають перевезення військових вантажів і не бажають сприяти конфлікту. Ренуар доручає командувати винищувачами Гагаріну, бомбардувальниками — Райволі. Керування ж аероторпедами він бере на себе з борту автожира. Спершу атака триває за планом, та несподівано з'являються радянські винищувачі і швидко відступають. Вздовж кордону виставлено загадкові прожектори, світло яких виводить з ладу літаки нападників. Ренуар приймає рішення скасувати атаку та розвертає аероторпеди в протилежний бік. Автожир потрапляє в промінь і падає, а торпеди продовжують політ на захід, запрограмовані вибухнути за дві години.
Тим часом з іншої бази розпочинається газова атака, якій радянські прикордонники не годні протистояти. Гордон і Волтерс спостерігають за цим, Річард обурений нападом, спрямованим проти завідомо беззахисних людей, але повинен забезпечити просування своїх стрибаючих танків. Армія тіснить радянські війська і ті відступають в тил, новітні танки демонструють виняткову ефективність. Генерал Древор, що слідкує за операцією, ловить радіопередачу, з якої дізнається про провал Ренуара, що стався через ультракороткохвильові прожектори якогось Юльського. Також лунає заклик до всіх пролетарів світу допомогти СРСР. Але генерал Ренуар вцілів і розробляє план повторної атаки.
Згодом радянська армія здійснює контратаку на позиції Древора, десантуючи важкі танки і танкетки. Неготові до цього, війська «Зацікавлених держав» втрачають багато солдатів і техніки. Паралельно надходить інформація від журналіста Джона Олтауна, тіло якого виловлюють з моря. З його записів стає відомо про загибель ураженої невідомою зброєю ескадри адмірала Шекльсбері в Фінській затоці. Дослідження однієї із захоплених на місці торпед вказує на те, що це зброя з магнітними датчиками і електричним двигуном, тому її рух неможливо виявити звичайними засобами. Маршал Куртуа визнає, що тактика блискавичного нападу не спрацювала, оскільки Радянський Союз також готувався до війни і має свої високотехнологічні розробки. Тим часом страйки сильнішають, вину за їх організацію покладають на євреїв, на яких починається полювання.
Гордон, хоча й не підтримує війну, вирушає командувати артилерією. Позиції Червоної армії ховаються за маскувальним димом, з чого скористалася авіація. Генерал Древор думає застрелитися через цю поразку, але Волтерс і Гордон зупиняють його та вивозять подалі від фронту. Радянські війська ідуть у наступ, але згодом спиняються, захопивши ворожі ресурси. Хоча поразки «Зацікавлених держав» приховуються, підпілля поширює новини. Але тут до війни приєднується Жовта Імперія на сході, маючи перевагу на морі.
Ренуар збирає Гордона, Райволу та Гагаріна для підготовки повторного нападу авіації, тепер в іншому місці та з іншою тактикою. Вдається полонити радянського снайпера Петра Черненка, але той ідеологічно підготований і не видає нічого суттєвого. Ренуар починає новий напад, перелетівши над нейтральною територією й тим порушивши міжнародне право. Цього разу задум вдається, бомбардувальники атакують заводи. Тут Гагарін усвідомлює, що це заводи, де працював його батько. Аероторпеди націлені на Москву, однак раптом їхні двигуни вимикаються — діє радіовипромінювання, щоправда, воно так само виводить з ладу і радянські машини. Ренуар змушений відступити. В цей час Жовта Імперія окуповує схід Радянського Союзу, користуючись слабкістю і нечисельністю його флоту. Та згодом підлітає авіація і становище Жовтої Імперії ускладнюється.
Рада капіталістичних держав наважується використати бактеріологічну зброю. Аби оминути міжнародні угоди, вона використовує слабкі віруси, такі як вірус грипу, які несмертельні, але виводять ворожу піхоту та робітників з ладу. Аероторпеди переобладнуються на розкидання контейнерів з вірусами. Епідемія вражає Москву, Смоленськ і далі поширюється. Вражений підступністю своїх колег, Річард Гордон дедалі сильніше розуміє свою прихильність до комуністів. Про його та друзів думки дізнається Джонні Волтерс, але він поділяє думку, адже війна очевидно несправедлива. Зрештою Волтерса заарештовують, Гордон намагається добитися його звільнення, але розмову перериває новина. СРСР використовує стратосферні літаки, що завдали раптової контратаки. Зважаючи на загрозу і потребу у фахівцях, Ренуар наказує звільнити Волтерса.
Блокаду в Балтійському морі порушує бунт з утворенням Ради матроських і солдатських депутатів. У Швабії спалахують антивоєнні повстання, поки Жовта Імперія втрачає позиції під ударами авіації. Як з'ясовується, епідемія не дає очікуваного ефекту через розміри Радянського Союзу. Через війну ринок акцій обвалюється. Волтерс з Гордоном сходяться на думці, що подальша війна тільки примножить їхні власні втрати. Чергова поразка обумовлена хитрістю Червоної армії — вона заморожує річку рідкою вуглекислотою, щоб переправити по льоду війська.
Частина передової Першої армії переходить на бік ворога, об'єднані сили просувають фронт на захід. Повстання блокують постачання в Європі, що фактично виводить Швабію з війни. Офіцер Том Даунлі, котрий перейшов на бік СРСР, звертається з промовою до солдатів, агітуючи їх не продовжувати війни. Він повідомляє останні новини: встановлено, що вбиті прикордонниками туристи насправді були шпигунами. Перша армія «Зацікавлених держав» покидає окопи, приєднуючись до Червоної армії.
Генерал Ренуар кидає сили вже не на наступ, а на стримування ворога. Після сварки з генералом, Річард Гордон заявляє, що вирушає до позицій Червоної армії. Викравши танк, він з Волтерсом долає лінію фронту. Там його впізнають як творця стрибаючих танків і обох радо приймають. Повстанці атакують штаб Ренуара, в ході цього гине Райвола, а сам генерал застрелюється. Революціонери і прихильна до них армія займає штаб, святкуючи свою чергову перемогу.

### Оповідання
Починається неоголошена війна між блоком капіталістичних держав і СРСР. Генерал Моріс Ренуар з аеродрому в Фінляндії посилає ескадрильї бомбардувальників і винищувачів на сплячі Москву і Ленінград. Але головного удару мають завдати аероторпеди — керовані на відстані через радіо безпілотні літаки, начинені вибухівкою.
Ренуар прибуває на огляд авіації, де зустрічає командира винищувачів Гагаріна і бомбардувальників Райвола. Керування ж аероторпедами він бере на себе з борту автожира. На підльоті до радянського кордону нападники помічають ворожі літаки. На їхній подив, вони розвертаються і летять вглиб СРСР. У бінокль Ренуар бачить дивні прожектори, розташовані вздовж кордону. Винищувачі, які здатні подолати охорону, раптово падають, потрапивши в їхнє світло. Генерал спрямовує аероторпеди назад, проте під час розвороту вони все ж опиняються в світлі. Частина апаратів вибухає, Ренуар усвідомлює — аероторпеди не можуть сісти, не вибухнувши, адже містять годинникові механізми.
Промінь виводить з ладу автожир, а з ним і керування аероторпедами. Безконтрольні, вони летять за тепер незмінною вказівкою на захід.

## Історія публікацій
Твір автор задумав як повість, писав у 1932 — на початку 1933 років. Протягом 1933 його було перероблено в роман. Твір мав багато глав і спершу публікувався частинами. 1933 року в журналі «Знання та праця» публікуються два уривки — «Загибель ескадри» та «Поразка генерала Древора», а в журналі «Піонерія» — уривок «Танки з повітря». В 1934 році створене на основі однієї з глав оповідання було двічі опубліковане під назвою «Аероторпеди повертають на захід» та «Аероторпеди повертають назад».
Роман під назвою «Аероторпеди повертають назад» надійшов у видавництво «Молодой большевик», але з неясних причин за видавництво взялося не воно, а одесо-харківське «Дитвидав». Твір супроводжували ілюстрації В. Невського і післямова І. Щербини. Проте одразу після роздруку весь наклад (10 000 примірників) було знищено. Причини вбачаються у завуальованому зображенні Німеччини (Швабії) і Великої Британії (Великосаксії) агресорами. В цей час уряд СРСР готувався до співпраці з Німеччиною і Великою Британією і роман виглядав провокативно. В Жовтій Імперії видно чіткі паралелі з Японією. Також військові на ілюстраціях В. Невського були подані зі свастикою. Післямова містила зауваження щодо недостатнього зображення класової боротьби, революційного руху в західних країнах, ідейного підґрунтя Червоної армії. Додатково Володимир Владко не поміщав до роману очікуваної критиками особи Йосипа Сталіна, відвівши йому місце тільки в епіграфі. Роман зображує відступ Червоної армії, внутрішні слабкості СРСР, недосконалість його флоту, тоді як подібні судження у 1930-х сприймалися вкрай критично.
Разом з тим знищення роману не позначилося ні на кар'єрі Володимира Владка, ні на видавництві. Письменник активно продовжував писати і успішно публікувався в наступні роки. 1936 року у збірнику «Дванадцять оповідань» було надруковано 6 перероблених глав: «Аероторпеди летять на Москву», «Помилка генерала Древора», «Загибель ескадри», «Кулемет і снайпер», «Ім'ям Ради матроських депутатів» та «Крижаний наступ». Автор прибрав усі вказівки на нацизм, але що примітно, надав персонажам виразних німецьких імен і ввів полковника Гітлова (вказівка на Адольфа Гітлера). В 1937 в журналі «Піонерія» вийшло оповідання «Танк МТ-77», що описувало стрибаючі танки з роману. В 1939 в газеті «Соціалістична Харківщина» вийшли друком ще дві перероблені частини роману — «Сталеві москіти» і «Танк МТ-77», цього разу об'єднані підзаголовком «Епізоди майбутньої війни». «Сталеві москіти» було перевидано 1941-го видавництвом «Радянський письменник». Тривалий час повний текст роману вважався неопублікованим або втраченим, навіть інформація про нього була знищеною. Однак, засновані на ньому оповідання не заборонялися і впродовж всього існування Радянського Союзу знаходилися у вільному доступі.
Твір Владка виявився певною мірою пророчим — крім самого опису прийдешньої війни, в ньому бомбардувальники скидали перші бомби на СРСР о 4-й ранку; саме так сталося у червні 1941-го.
Тільки в 1991 році роман згадувався в журналі «Наука-фантастика» з нагоди 90-річчя народження автора. Вказувалося не лише на його завершеність, але й існування одного екземпляра, що невідомими чином опинився в фондах Національного музею літератури України. Цей вцілілий примірник знайшовся тільки 2013 року. Ще два було віднайдено в приватних колекціях. У 2015 один з них, наданий особою, що побажала лишитися невідомою, було оцифровано й викладено у вільний доступ. Того ж року роман було перекладено російською з коментарями, що поширюється в електронному форматі безкоштовно.